# Лох колючий
Лох колю́чий (лат. Elaeágnus púngens) — кустарниковое растение, вид рода Лох (Elaeagnus) семейства Лоховые (Elaeagnaceae).

## Ботаническое описание
Вечнозелёный кустарник, высота до 6 м. Ветви коричневого цвета, с колючками. Листья эллиптической формы, длина 5—10 см. Верхушка листа туповатая или заострённая, основание закруглённое, края волнистые, кожистые, в верхней части с чешуйками, чуть ниже голые, блестящие. Чешуйки тускло-белого или коричневого цвета. Черешки длиной 6—12 мм, коричневого цвета. Цветки ароматные, в пазухах листьев расположены по 1—3, поникающие. Длина цветков 12 мм. Снаружи серебристого цвета, с трубкой, более длинной, чем лопасти. Плод — сфалерокарпий эллипсоидальной формы. Длина плодов 1,5 см, вначале они коричневые, затем приобретают красную окраску. Цветение длится с октября по декабрь. Плоды созревают в мае.

## Экология и распространение
Лох колючий — теневыносливое засухоустойчивое растение. К почвам неприхотлив. Может переносить мороз до −18°С. Хорошо приживается в городских условиях. Используется человеком в декоративно-садовом строительстве.
Распространён в Азии — Китае и Японии.

## Классификация
|  |                  |  |                     |                          |                  |  | класс Однодольные | класс Однодольные                                    |                                                      |  |  |  | ещё 9 семейств (согласно Системе APG II) | ещё 9 семейств (согласно Системе APG II) |  |  |  |  | ещё около 50 видов | ещё около 50 видов |
|  |                  |  |                     |                          |                  |  | класс Однодольные | класс Однодольные                                    |                                                      |  |  |  | ещё 9 семейств (согласно Системе APG II) | ещё 9 семейств (согласно Системе APG II) |  |  |  |  | ещё около 50 видов | ещё около 50 видов |
|  |                  |  |                     | отдел Цветковые растения |                  |  |                   |                                                      | порядок Розоцветные                                  |  |  |  |                                          | род Лох                                  |  |  |  |  |                    |                    |
|  |                  |  |                     | отдел Цветковые растения |                  |  |                   |                                                      | порядок Розоцветные                                  |  |  |  |                                          | род Лох                                  |  |  |  |  |                    |                    |
|  | царство Растения |  |                     |                          | класс Двудольные |  |                   |                                                      | семейство Лоховые                                    |  |  |  | вид Лох колючий                          |                                          |  |  |  |  |                    |                    |
|  | царство Растения |  |                     |                          |                  |  |                   |                                                      |                                                      |  |  |  |                                          |                                          |  |  |  |  |                    |                    |
|  |                  |  | ещё около 21 отдела | ещё около 21 отдела      |                  |  |                   | ещё 36 порядков двудольных (согласно Системе APG II) | ещё 36 порядков двудольных (согласно Системе APG II) |  |  |  | ещё 2 рода                               | ещё 2 рода                               |  |  |  |  |                    |                    |
|  |                  |  |                     | ещё около 21 отдела      |                  |  |                   |                                                      | ещё 36 порядков двудольных (согласно Системе APG II) |  |  |  |                                          | ещё 2 рода                               |  |  |  |  |                    |                    |

## Галерея
|                                                              |  |  |  |
| Слева направо: 1 — плоды; 2 — цветки; 3 — листья; 4 — ствол. |  |  |  |